# Querétaro FC
Querétaro Fútbol Club is een Mexicaanse voetbalclub uit Santiago de Querétaro. De club is opgericht in 1950 en speelt in de Primera División nadat ze gepromoveerd zijn op het einde van seizoen van 2008-2009 van de Primera División A. Thuisstadion is het Estadio La Corregidora, dat 45.547 plaatsen telt.

## Erelijst
- Primera División A: (3x)

Clausura 2005
Clausura 2006
Apertura 2008
- Promotie play-off winnaar: (2x)

2005-06
2008-09
- Primera División A Runners-up: (2x)

1976-77
1986-87

## Bekende (oud-)spelers
- Carlos Bossio
- Joaquín Beltrán
- Carlos Bueno
- Héctor Altamirano
- Esteban Paredes
- Mauro Rosales
- Ronaldinho
- Antonio Valencia